# Nils Axelsson
Nils Axelsson (Helsingborg, 18 gennaio 1906 – 18 gennaio 1989) è stato un calciatore svedese, di ruolo difensore.